# Aldor
Aldor es un personaje ficticio que pertenece al legendarium creado por el escritor británico J. R. R. Tolkien y cuya historia es narrada en los apéndices de la novela El Señor de los Anillos. Apodado el Viejo, es un rohir, segundo hijo de Brego y tercer soberano del reino de Rohan. 

## Historia
Nació en el año 2544 de la Tercera Edad del Sol y tuvo dos hermanos: Baldor y Éofor, siendo el primero de mayor edad que él y el segundo de menor. En el 2569 T. E. su padre Brego finalizó la construcción del castillo de Meduseld y al año siguiente, durante el banquete que conmemoraba su inauguración, Baldor juró recorrer los Senderos de los Muertos y tras su marcha no volvieron a tener noticias suyas; debido a esto, el rey Brego murió de tristeza y Aldor heredó el reino, convirtiéndose así en el tercer rey de Rohan.
Aldor tuvo cuatro hijos: los tres mayores mujeres, cuyos nombres son desconocidos, y un único varón, Fréa. Se convirtió en el monarca que más años gobernó Rohan, con un total de 75 años de reinado y 101 de vida que le valieron el sobrenombre de el Viejo. El número de habitantes en Rohan aumentó durante su mandato, así como la extensión del reino, que llegó hasta el valle El Sagrario. Además, Aldor expulsó o sometió a los últimos dunlendinos que moraban al este del Isen, estableció una defensa en los vados del río y organizó incursiones por las tierras que sus enemigos tenían en la región de Enedwaith a modo de represalia.
Debido a que la ley de sucesión impedía reinar a las mujeres, su hijo Fréa ocupó el trono tras su muerte en el 2645 T. E.

## Creación y evolución
El personaje de Aldor fue creado en los últimos años de la década de 1940, cuando J. R. R. Tolkien interrumpió la composición del capítulo «La última deliberación» de El Señor de los Anillos para crear una lista de los reyes de Rohan. A principios de la década de 1950 comenzó a escribir la historia de la casa de Eorl para los apéndices de la novela; ya en la primera versión se menciona que fue Aldor quien por primera utilizó El Sagrario como fuerte, pero Christopher Tolkien no ofrece ningún otro dato de la evolución del personaje en el análisis sobre el manuscrito de su padre que ofrece en Los pueblos de la Tierra Media.